# أغيلكورت
أغيلكورت هي بلدية في مقاطعة أن في منطقة أوت دو فرانس في شمال فرنسا.
يُعرف سكان أغيلكورت باسم أجويلا كورتوا (بالإنجليزية: Aguilcourtois)